# Вологда (аеропорт)
Аеропорт Вологда (IATA: VGD, ICAO: ULWW) - аеропорт в Росії розташований за 8 км на північ від Вологди.
В аеропорту знаходиться штаб-квартира авіакомпанії Vologda Aviation Enterprise
Летовище приймає літаки Ан-2, Ан-24, Ан-26, Ан-28, Ан-30, Ан-74, Як-40 і все більш легкі, а також гелікоптери всіх типів. Основна ЗПС летовища розрахована на максимальну злітну вагу повітряних суден 50 тонн.

## Авіалінії та напрямки
| Авіакомпанія                | Пункт призначення |
| --------------------------- | ----------------- |
| Pskovavia                   | Ст Петербург      |
| Vologda Aviation Enterprise | Москва-Внуково    |

## Наземний транспорт
З Вологди до аеропорту можна дістатися на автобусі № 36, що курсує від Архангельської (5 мікрорайон) через центр.